# Акулов Сергій Геннадійович
Сергій Геннадійович Акулов (13 травня 1965, Свердловськ, СРСР) — радянський хокеїст і український хокейний тренер, «бронзовий» призер першості світу-2016 у складі збірної України з хокею з м'ячем.

## Спортивна кар'єра
Вихованець команди «Юність» (Свердловськ). Виступав за клуби «Луч» (Свердловськ), «Динамо» (Рига), «Латвіяс Берз» (Рига), «Автомобіліст» (Свердловськ), «Хімік» (Воскресенськ), «Динамо» (Харків). За три сезони провів у вищій лізі 74 матчі.
У 24 роки завершив ігрову кар'єру, вирішивши зосередитися на родині, зокрема, на вихованні доньки - тенісистки Яни Матіас  . Працював тренером аматорських хокейних команд, зокрема, тренував ветеранів харківського «Динамо» та володів магазином з продажу швейних машинок.
У 2016-му, у віці 50-ті років, зіграв за збірну України з хокею з м'ячем на першості світу у групі «Б», де завоював «бронзові» нагороди .

## Статистика

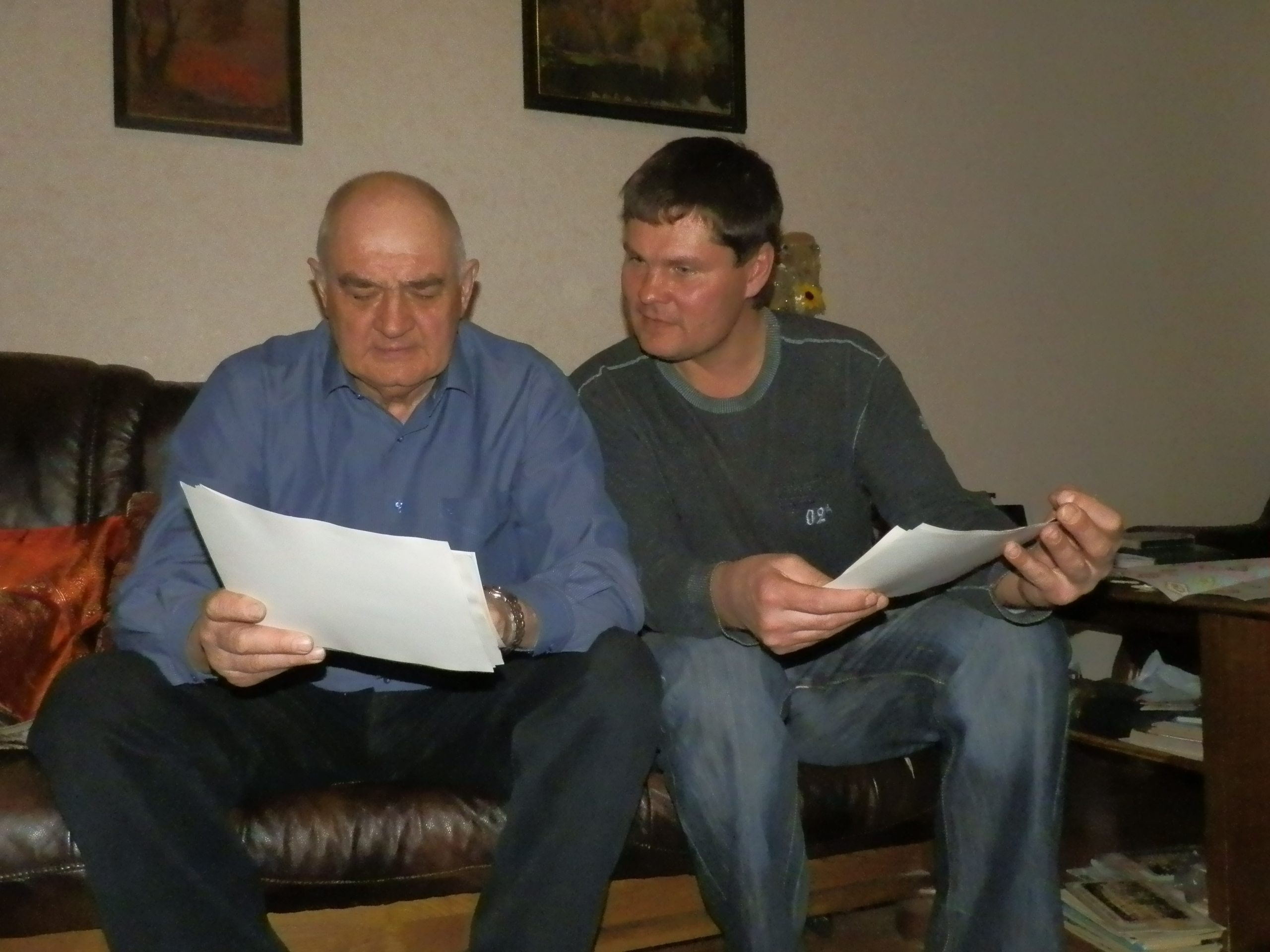
Сергій Акулов (праворуч) та екс-начальник «Динамо» (Харків) Віктор Биков. Харків. 29 березня 2012

| Сезон   | Команда                      | Ліга      | І  | Г | П | 0 | Штр |
| ------- | ---------------------------- | --------- | -- | - | - | - | --- |
| 1981-82 | «Луч» (Свердловськ)          | друга     | 4  | 0 | 0 | 0 | 4   |
| 1982-83 | «Луч» (Свердловськ)          | друга     | 15 | 1 | 2 | 3 | 8   |
| 1983-84 | «Динамо» (Рига)              | вища      | 13 | 0 | 1 | 1 | 4   |
| 1984-85 | «Латвіяс Берз»               | друга     |    |   |   |   |     |
| 1985-86 | «Автомобіліст» (Свердловськ) | перша     | 60 | 3 | 1 | 4 | 46  |
| 1986-87 | «Автомобіліст» (Свердловськ) | вища      | 20 | 0 | 0 | 0 | 26  |
|         | «Автомобіліст» (Свердловськ) | перехідна | 23 | 0 | 1 | 1 | 18  |
| 1987-88 | «Автомобіліст» (Свердловськ) | вища      | 12 | 0 | 1 | 1 | 4   |
|         | «Луч» (Свердловськ)          | друга     | 14 | 1 | 2 | 3 | 12  |
| 1988-89 | «Хімік» (Воскресенськ)       | вища      | 13 | 0 | 1 | 1 | 4   |
|         | «Динамо» (Харків)            | перехідна | 27 | 0 | 1 | 1 | 15  |
| 1989-90 | «Динамо» (Харків)            | вища      | 16 | 0 | 1 | 1 | 4   |
| 2010-11 | «Ворони» (Суми)              | вища      | 2  | 0 | 0 | 0 | 2   |